# Comté de Three Springs
Le Comté de Three Springs (Comté des trois sources en français) est une zone d'administration locale à l'est de l'Australie-Occidentale en Australie. Le comté est situé à environ 310 kilomètres au nord de Perth, la capitale de l'État.
Le centre administratif du comté est la ville de Three Springs.
Le comté est divisé en un certain nombre de localités:
- Three Springs
- Arrino
- Dudawa
- Kadathinni
- Womarden

Le comté a 7 conseillers locaux et n'est pas découpé en circonscriptions.